# Cobubatha limbatus
Cobubatha limbatus là một loài bướm đêm trong họ Noctuidae.